# Lagus
Lagus är ett finlandssvenskt efternamn, som bärs av en släkt där en gren erhållit finländskt adelskap.  Släkten härstammar med namnet Lepus (hare, latin lepus, grekiska Lagos) från Tavastland på 1500-talet.
Rektorn vid Alexanders-universitetet i Helsingfors Wilhelm Lagus, professor i grekisk litteratur, sedermera statsråd adlades 1880 och introducerades 1882 på Riddarhuset i Helsingfors under nummer 256. Valspråk: Vigili labore (arbeta vaksamt).
Den 15 juni 2015 var 175 personer med efternamnet Lagus registrerade som bosatta i Finland. 44 personer med detta namn var 31 december 2014 bosatta i Sverige.

## Personer med efternamnet Lagus
Samtliga personer har finländsk nationalitet
- Anders Johan Lagus (1772–1831), filosof, professor
- Ernst Lagus (1859–1923), skolman  och författare
- Gabriel Lagus (1837–1896), skolman och skriftställare
- Jonas Lagus (1798–1857), präst och väckelseledare
- Knut Ferdinand Lagus (1824–1859), juridisk skriftställare
- Robert Erik Lagus (1827–1863), juridisk skriftställare
- Ruben Lagus (1896–1959), generalmajor
- Wilhelm Lagus (1821–1909), professor i orientaliska språk och grekiska, universitetsrektor
- Wilhelm Gabriel Lagus (1786–1859), jurist, professor och universitetsrektor

## Släktträd
- Johan Lagus (1733–1806), kyrkoherde
  - Anders Johan Lagus (1772–1831), filosof, professor
  - Wilhelm Gabriel Lagus (1786–1859), jurist, professor och universitetsrektor
    - Wilhelm Lagus (1821–1909), professor i orientaliska språk och grekiska, universitetsrektor, adlad
      - Ernst Lagus (1859–1923), skolman och författare
      - Alexander Gabriel Lagus, filosofie magister
        - Ruben Lagus (1896–1959), generalmajor

    - Knut Ferdinand Lagus (1824–1859), juridisk skriftställare
    - Robert Erik Lagus (1827–1863), juridisk skriftställare
    - Gabriel Lagus (1837–1896), skolman och skriftställare